# Andira grandistipula
Andira grandistipula är en ärtväxtart som beskrevs av Gerda Jane Hillegonda Amshoff. Andira grandistipula ingår i släktet Andira och familjen ärtväxter. Inga underarter finns listade i Catalogue of Life.